# Cloreto de berílio
O cloreto de berílio é um composto químico de fórmula empírica BeCl2. É um ácido de Lewis usado como catalisador.

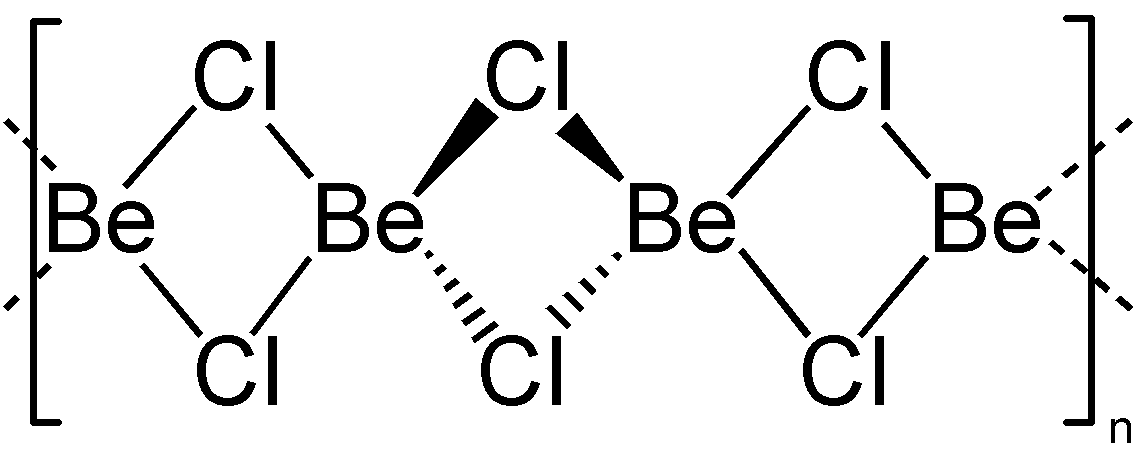
Fórmula estrutural do Cloreto de Berílio (BeCl_{2})

É uma ligação Iônica que acontece devido a grande diferença de eletronegatividade do Cloro e do Berílio.